# SM U-57
SM U-57 – niemiecki okręt podwodny typu U-57 zbudowany w AG Weser, Bremie w latach 1914-1916. Wodowany 26 kwietnia 1916 roku, wszedł do służby w Cesarskiej Marynarce Wojennej 6 lipca 1916 roku. Służbę rozpoczął w II Flotylli, a jego dowódcą został kapitan Carl-Siegfried Ritter von Georg. U-57 w czasie siedmiu patroli zatopił 55 statków o łącznej pojemności 91,606 GRT, jeden okręt wojenny o wyporności 1,250 GRT oraz uszkodził 6 statków o wyporności 15 687 BRT. 7 lipca 1916 roku okręt został przydzielony do II Flotylli. 
W czasie swojego pierwszego patrolu bojowego U-57 operował na Morzu Północnym w rejonie Filey oraz Scarborough. 24 sierpnia 1916 roku U-57 zatopił 10 brytyjskich trawlerów oraz jeden uszkodził, a 25 sierpnia zatopił kolejnych 10 brytyjskich trawlerów.  
23 października 1916 roku na zachód od wybrzeży Irlandii U-57 zatopił brytyjski okręt wojenny HMS „Genista”. W wyniku ataku życie straciło 73 członków załogi.
Największym zatopionym przez U-57 statkiem był brytyjski parowiec SS „Rowanmore” płynący z ładunkiem z Baltimore do Liverpoolu. 26 października około 128 mil na północny zachód od Fastnet Rock U-57 storpedował SS „Rowenmore”. W wyniku ataku nikt nie poniósł śmierci, ale dowódca dostał się do niewoli.
20 grudnia Günther Sperling zastąpił Carl-Siegfrieda Ritter von Georga. Sperling dowodził okrętem bez zwycięstw do 6 marca 1918 roku. Kolejnym dowódcą był Walter Stein. Za jego kadencji U-57 także nie odniósł żadnych zwycięstw. 
24 listopada 1918 roku U-57 został poddany Francji i w 1921 roku zezłomowany.